# Альсобия точечная
Альсобия точечная (лат. Alsobia punctata) — травянистое растение рода альсобия семейства геснериевых.
Ранее вид относили к близкому роду эписций, обозначая как Episcia punctata. В настоящее время генетические и анатомические данные позволяют относить данный вид к роду Alsobia, отличному от эписций.

## Распространение и экология
Родина — Центральная Америка: Мексика (штаты Чьяпас, Колима, Геррера, Халиско и Оахака), Гватемала (Байя Верапас) и Белиз (округ Белиз). Типовой экземпляр для растений, культивируемых в Великобритании, собран в Гватемале. Произрастает в тропических лесах на высоте 800—1630 м над уровнем моря.

## Видовые признаки
Эпифитный полукустарник с ползучими столонами, побеги длиной до 50 см, диаметром 2,5–4 мм. Столоны с редким опушением на кончиках, ветвящиеся, часть с 1—2 парами мелких листочков (3—5 мм) между узлами. Листья собраны на концах побегов, формой от эллиптических до овальных; размер листа 5–12,5 на 2,5–11 см. Листовая пластинка тонкая; верхняя поверхность тёмно-зелёная с редким опушением, нижняя серовато-зелёная; боковых жилок от 5 до 7, выступают на нижней стороне листа. Края листа пильчатые, кончик заостренный. Черешок длиной 1–6 см, опушённый.
Цветки одиночные, цветонос длиной 3–6 мм, красноватый, волосистый; прицветники линейно-шиловидные. Чашечка длиной 4–4,5 см, белая с многочисленными красновато-пурпурными пятнами в зеве, ширина зева 9–11 мм, с редким опушением снаружи, голая внутри. Ширина отгиба 2–2,5 см, слегка двугубый. Тычинки не опушённые, завязь узкоцилиндрической формы, густо опушённая. Плод размером 11–14 на 8–9 мм, яйцевидной формы, опушённый.

## В культуре
Выращивается в культуре, путём гибридизации с видом альсобия гвоздикоцветная (Alsobia dianthiflora) получен культивар 'Cygnet', для которого характерны морфологические признаки, промежуточные между родительскими видами. Из потомства, полученного самоопылением данного культивара, выделен культивар 'San Miguel'.
Джон Богган (John Boggan) осуществил скрещивание данного вида с кустовидным видом Alsobia chiapensis, главным образом для выяснения степени родства между этими видами. Созданный им гибрид не получил распространения в культуре и, возможно, исчез.